# Ligne de Ferrière-la-Grande à Cousolre
La ligne de Ferrière-la-Grande à Cousolre est une ligne ferroviaire à voie unique non électrifiée reliant la gare de Ferrière-la-Grande à celle de Cousolre. Elle n'est plus utilisée pour le trafic voyageur du TER Nord-Pas-de-Calais, mais reste utilisée pour le fret.
Elle constitue la ligne 241 000 du réseau ferré national.

## Histoire
La ligne « d'Erquelinnes à Fourmies » est concédée à titre éventuel par une convention signée le 22 mai 1869 entre le ministre des Travaux publics et Messieurs Anatole de Melun, conte Charles Werner de Mérode, Louis Dupont, Florimond de Coussemaker, Isidore-David Portau, Benjamin Labarbe. Cette convention est approuvée à la même date par un décret impérial. Les concessionnaires forment la Compagnie des chemins de fer du Nord-Est qui se substitue à eux.
Une loi du 15 septembre 1871 déclare d'utilité publique et donne la concession définitive à la Compagnie de chemin de fer du Nord-Est la construction d'une ligne de chemin de fer, ayant pour origine un point situé entre Erquelinnes et Jeumont et son terminus à Fourmies ou Anor en passant par Cousolre, Solre-le-Château, Liessies et Trélon. Toutefois le tracé de la ligne est remanié et Cousolre n'est desservi que par un embranchement de la ligne de Maubeuge à Fourmies qui intègre la ligne du chemin de fer industriel de Maubeuge à Ferrière-la-Grande.
La ligne de Ferrière-la-Grande à Cousolre, est rattachée au réseau de la Compagnie des chemins de fer du Nord selon les termes d'une convention signée entre le ministre des Travaux publics et la compagnie le 5 juin 1883. Cette convention est approuvée par une loi le 20 novembre suivant. Toutefois, la Compagnie des chemins de fer du Nord n'en deviendra pleinement concessionnaire qu'à la suite d'un traité passé avec la Compagnie des chemins de fer du Nord-Est le 30 mars 1889 et approuvé par une loi le 7 février 1890.
La ligne est fermée à la desserte voyageurs le 1er juillet 1939 et rouverte pendant la guerre 1939-1945.

## Exploitation

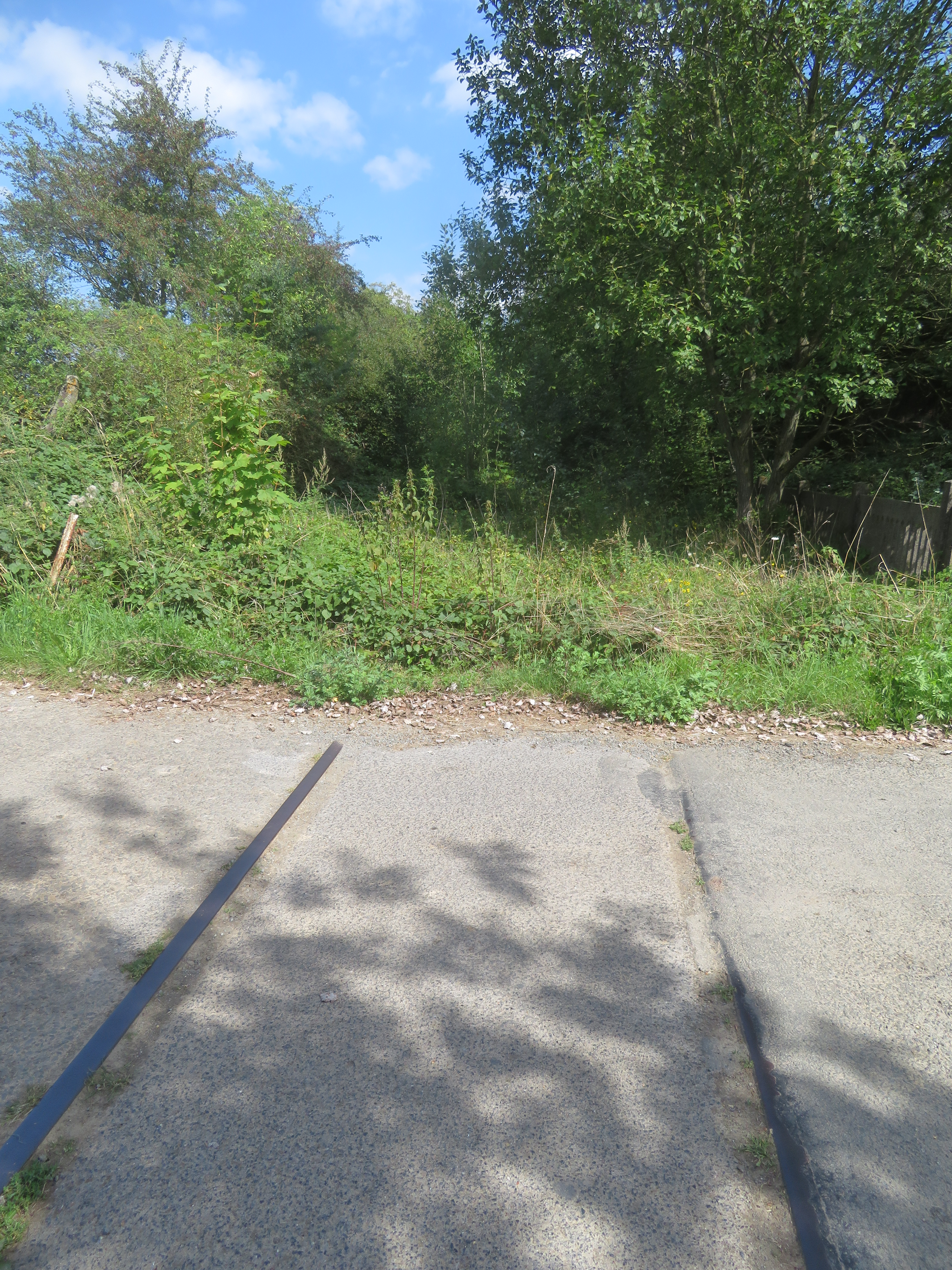
Ancienne ligne de Ferrière-la-Grande à Cousolre à l'ouest de la gare de Cousolre en 2023

Les trains de fret quittaient la ligne de Creil à Jeumont à hauteur de Maubeuge, puis empruntaient la ligne de Maubeuge à Fourmies dans sa section subsistante, jusque Ferrière-la-Grande où commence la ligne de Ferrière-la-Grande à Cousolre. Cette dernière traverse Colleret, où est située la seule gare intermédiaire de la ligne. Le terminus est constitué par la gare de Cousolre. Selon la carte officielle du réseau ferré national , la ligne a en 2020 le statut de "ligne suspendue à la circulation au delà de l'année en cours, avec reprise programmée ou possible". La voie est coupée ou recouverte à plusieurs passages à niveau selon les photos Google Streetview de 2019 et la végétation envahit progressivement la plateforme.
La desserte voyageurs est aujourd'hui assurée en bus par la ligne 25 du réseau Stibus.